# Wapen van Scheveningen

Dorpswapen van Scheveningen

Het wapen van Scheveningen is een dorpswapen dat op 23 maart 1984 in raadsvoorstel 136 door de gemeenteraad en B en W van Den Haag officieel aan de vissersplaats Scheveningen is toegekend. Dorpswapens worden niet bij de Hoge Raad van Adel geregistreerd, noch bij Koninklijk Besluit verleend.

## Blazoen
Het wapen heeft van de gemeente de volgende beschrijving meegekregen:
in azuur drie naar rechts zwemmende haringen van zilver (voor de kijkers naar links); boven de kop van elke haring een kroon van goud.
- De heraldische kleuren in het wapen zijn azuur (blauw), zilver (wit) en goud (geel).
- In de heraldiek zijn de termen links en rechts gezien vanuit de persoon achter het schild; voor de toeschouwer zijn deze dus verwisseld.

## Geschiedenis

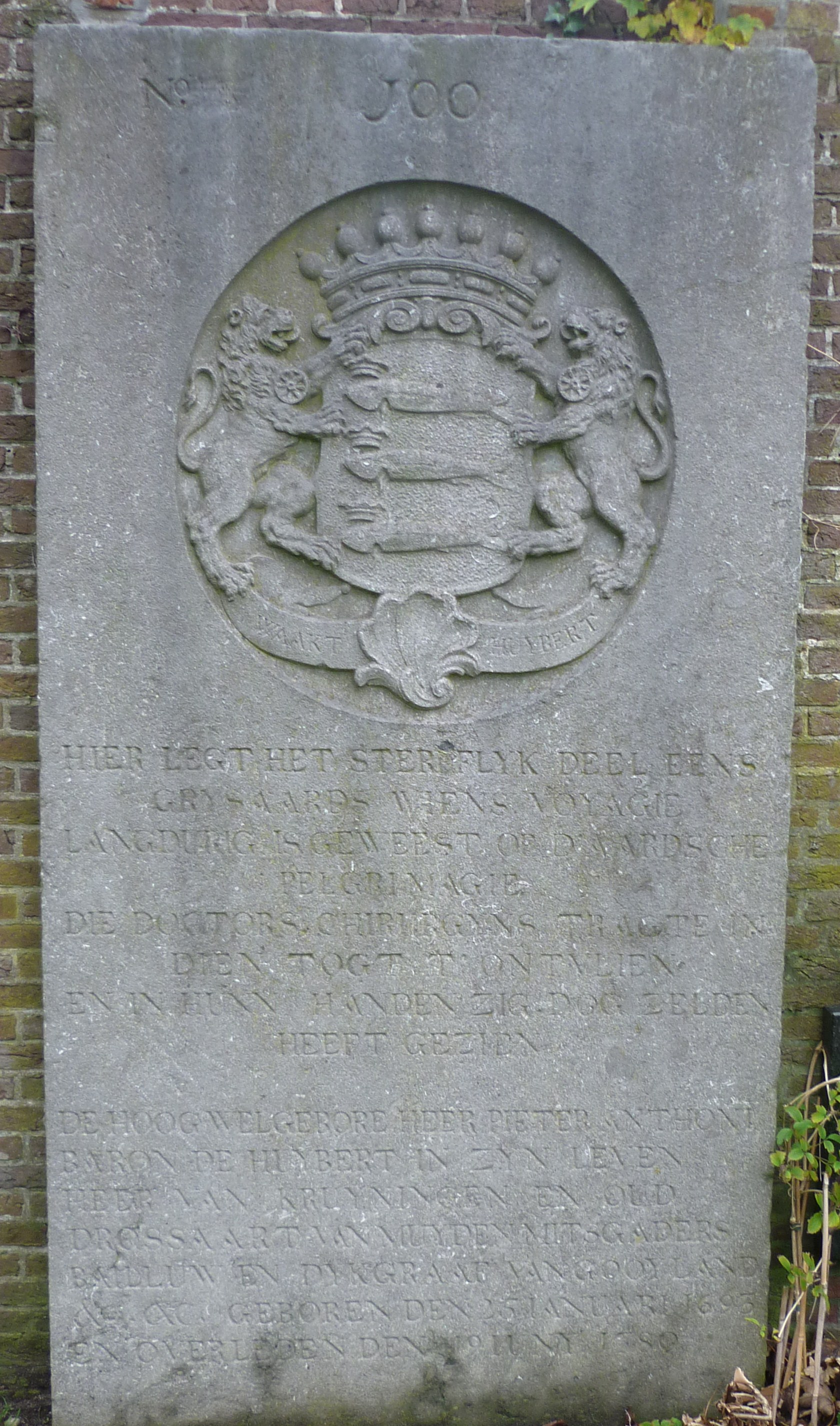
Grafsteen van baron de Huybert op begraafplaats Ter Navolging in Scheveningen

Het wapen is mogelijk te herleiden tot het familiewapen van het uitgestorven geslacht De Huybert. Pieter Anthony baron de Huybert was in 1780 de eerste persoon die begraven werd op Ter Navolging te Scheveningen. Op zijn grafsteen is nog altijd een wapen te zien dat sterke gelijkenis vertoont met dat van Scheveningen.  Het dorp is echter altijd bestuurlijk een deel geweest van Den Haag en heeft voor 1984 nooit officieel een eigen wapen gevoerd. Het Aardrijkskundig woordenboek der Nederlanden van 1847 vermeldt op pagina 165 een wapen met drie gekroonde haringen ("waarvan het veld niet wordt opgegeven") als oud wapen van Scheveningen. Ook de vlag van de Scheveningse schutterij uit 1788 toont dit wapen.
In 1984 werd het 700-jarig bestaan van Scheveningen gevierd met o.a. het bezoek van de mijnenjager Hr. Ms. Scheveningen. De bevolking was verontwaardigd over het wapen van het schip (twee gekruiste haringen boven de ooievaar uit het wapen van Den Haag) omdat men dat niet herkende als het veronderstelde "eigen" wapen van het dorp. Dit heeft zelfs geleid tot een Kamervraag. Op 23 maart 1984 deed het Haagse college van burgemeester en wethouders per schrijven aan de gemeenteraad het voorstel om het wapen van De Huybert te erkennen als wapen van Scheveningen. Het college overwoog daarbij "dat het familiewapen van het - uitgestorven - geslacht De Huybert door de Scheveningse bevolking algemeen als het wapen van Scheveningen wordt beschouwd; dat deze opvatting op een traditie van 150 jaar stoelt;" en stelde voor te besluiten om "bedoeld wapen „in azuur drie naar rechts zwemmende haringen van zilver; boven de kop van elke haring een kroon van goud“ te erkennen als wapen van Scheveningen." Op 2 april 1984 besloot de gemeenteraad van Den Haag om het voorstel over te nemen, waardoor het wapen door de gemeente werd erkend. Het wapen van de Hr. Ms. Scheveningen is door de toenmalige minister van Defensie, mr. J. de Ruiter, bij besluit D 84/236/41010. d.d. 24 april 1984 gewijzigd.

## Vergelijkbare wapens
De wapens van Enkhuizen en De Rijp lijken op het Scheveningse dorpswapen. Historische verwantschappen zijn echter niet bekend. Mogelijk grijpen ze terug op een oud vissersverhaal over een haringkoning, een twee maal zo grote haring als alle andere, die een goede vangst belooft, mits hij ogenblikkelijk levend wordt teruggezet. Dit verhaal komt onder meer terug in het Haringkoninckboeck en het Visboeck, beide manuscripten van de Scheveningse visser en amateurbioloog Adriaen Coenen.

Het wapen van Enkhuizen
Het wapen van De Rijp